# Joanne Russell
Joanne Russell-Longdon (30 ottobre 1954) è un'ex tennista statunitense.

## Carriera
In carriera ha vinto 2 titoli in singolare e 4 titoli di doppio. Nei tornei del Grande Slam ha ottenuto il suo miglior risultato vincendo il titolo di doppio a Wimbledon nel 1977, in coppia con l'australiana Helen Gourlay Cawley.

## Statistiche

### Singolare

#### Vittorie (2)
| Numero | Anno | Torneo                                       | Superficie | Avversaria in finale | Punteggio     |
| 1.     | 1984 | Virginia Slims of Indianapolis, Indianapolis | Cemento    | Pascale Paradis      | 7–6, 6–2      |
| 2.     | 1984 | Virginia Slims of Richmond, San Diego        | Cemento    | Michaela Washington  | 6-2, 4-6, 6-2 |

### Doppio

#### Vittorie (4)
| Numero | Anno | Torneo                                    | Superficie  | Compagna             | Avversarie in finale                 | Punteggio     |
| 1.     | 1977 | Wimbledon, Londra                         | Erba        | Helen Gourlay Cawley | Martina Navrátilová Betty Stöve      | 6-3, 6-3      |
| 2.     | 1981 | US Clay Court Championships, Indianapolis | Terra rossa | Virginia Ruzici      | Sue Barker Paula Smith               | 6–2, 6–2      |
| 3.     | 1984 | Virginia Slims of Richmond, San Diego     | Cemento     | Elizabeth Minter     | Jennifer Mundel Felicia Raschiatore  | 6-4, 3-6, 7-6 |
| 4.     | 1985 | Palm Beach Cup, Palm Beach                | Terra rossa | Anne Smith           | Laura Gildemeister Gabriela Sabatini | 1–6, 6–1, 7–6 |